# Emil Voigt
Emil Voigt (16 de julio de 1875 - septiembre de 1961) fue un gimnasta estadounidense que compitió en los Juegos Olímpicos de San Luis 1904.
En 1904 ganó la medalla de plata en el evento de lanzamiento de mazas y medallas de bronce en la prueba anillos y eventos cuerda de escalada. También fue cuarto en 'prueba por equipos, 42 en gimnasia triatlón, 60 en gimnasia 'all-around y 85 en el atletismo de triatlón. Él era un miembro de la Turnverein Concordia en Saint Louis.